# Jean-Charles-Pierre Lenoir
Jean-Charles-Pierre Lenoir (Parigi, 1732 – Parigi, 1807) è stato un poliziotto francese.
Figlio di Jean Charles Joseph Lenoir (1687 - 1754), discendeva da una famiglia di magistrati e finanzieri; fu consigliere e Luogotenente allo Châtelet di Parigi. Fece ripristinare l'istituzione di Monte di Pietà, soppresso da Anna d'Austria nel 1644, sotto la pressione di usurai.

## Biografia
Inizia la sua carriera presso degli uffici giudiziari, occupandosi nel consiglio allo Châtelet di Parigi (1752); venne nominato Luogotenente nel 1754, Luogotenente criminale nel 1759, Maestro delle richieste nel 1765 e Presidente del Gran Consiglio nel 1768. In questa occasione fu relatore della commissione per il processo su Louis-René Caradeuc de La Chalotais ed inviato al ripristino del Parlamento di Pau al fine di placare alcune rivolte scatenatesi nella Provenza.
Venne nominato Luogotenente generale della polizia di Parigi il 30 agosto 1774, succedendo l'amico Antoine de Sartine. In questo periodo fu un grande oppositore della politica di Anne Robert Jacques Turgot, a riguardo della liberalizzazione dei grani considerata dannosa per il popolo parigino. Lenoir venne definito dallo storico Edward Palmer Thompson come un "economista morale della folla", impegnatosi a difendere le idee a "prezzo equo". Turgot, per sbarazzarsi di Lenoir, gli offrì invano la carica di Tenente.
Quando i primi disturbi si verificano durante la Guerra delle farine, il 3 maggio 1775, i giornali accusarono Lenoir di cattiva gestione e malcontento popolare, secondo la Corrispondenza letteraria segreta emanata da Louis-François Metra il 9 maggio 1775, a seguito di un complotto definito come un "patto di carestia". Lenoir venne invitato a dimettersi il 4 maggio da Joseph d'Albert y Cornella, intendente del commercio responsabile della Direzione Generale di sussistenza, amico e successore di Turgot.
La crisi generata dopo le dimissioni di Chrétien Guillaume de Lamoignon de Malesherbes, Turgot e Albert, portarono Lenoir a ricoprire la carica di Tenente generale di polizia il 17 giugno 1776. Un memorandum stampato a Maria Teresa d'Austria (dettaglio di alcuni istituti della città di Parigi), fece riflettere Lenoir sull'attività nel campo della fornitura e nelle sicurezza alimentare per l'interesse pubblico e per questo lavorò per creare scuole di formazione lavorative nei diversi campi a partire dal 1775. Prese anche misure sugli incendi, il divieto della circolazione di rame e piombo, nel trasporto e l'imballaggio dei prodotti, la creazione di pilastri nel sud delle cave di Parigi (oggi meglio note come le Catacombe di Parigi) e l'illuminazione continua delle strade principali della capitale. Tutte le sue misurazioni rivelano la sagoma di un ufficiale intento a modernizzare la società e difensore dei suoi ideali.
Un altro aspetto ben noto del suo ufficio era il ruolo nella politica della biblioteca, nella caccia ai "cattivi libri" ed il controllo del consiglio d'amministrazione. La sua attività sollevò una serie di critici ed avversari, a partire da scrittori che videro le sue opere come diffamatorie.
Si attribuisce notevole importanza anche al monitoraggio delle "mele marce" ed il movimento degli stranieri nella capitale. Fu molto attento anche ai movimenti e gli stati d'animo della popolazione parigina, l'espressione di malcontento e di tutto ciò poteva disturbare la società. Denunciò anche fatti di mesmerismo come un elemento di disturbo. Assunse agenti formali e informali a svolgere e sviluppare nel suo ufficio buoni rapporti con scrittori e pubblicisti, come Jacques Pierre Brissot e Pierre-Augustin Caron de Beaumarchais; questo fu un grande vantaggio per Lenoir durante il processo sull'affarista Guillaume Kornmann. In sintesi, la parola d'ordine della sua attività fu quella di "controllo sociale" e la sua figura di Luogotenente fu uno spunto per la nascita della polizia moderna.
La sua attività e la sua relazione con Charles Alexandre de Calonne gli valse molte critiche da parte dell'opinione pubblica che lo rese un simbolo del "dispotismo ministeriale". Fu vittima di una serie di opuscoli che cercarono d'infangare il suo ruolo; stanco dagli assalti dei suoi nemici, Lenoir rassegnò le proprie dimissioni nel mese di agosto del 1785. Poco prima, venne nominato amministratore del Gabinetto di libri, manoscritti, medaglie e rarità antiche e moderne, quindi guardia della Bibliothèque du Roi nel 1784 e Presidente della Commissione Reale delle Finanze nel 1785. Nel 1785, poco prima dell'arresto del Cardinale Louis-René-Édouard de Rohan-Guéménée, si dimise dalla carica di Luogotenente generale della polizia, sospettato di essere coinvolto nella vicenda dell'Affare della collana.
Uno dei più fieri oppositori del tempo di Lenoir fu probabilmente Jean-Louis Carra, il quale lo accusò di appropriazione indebita ed abuso di potere. Un libro, in particolare, ci dà una buona idea della leggenda nera che è stata poi istituita proprio a spese di Lenoir. Nell'anno 1787, un'accurata gestione della Bibliothèque du Roi, Lenoir venne raffigurato come un "mostro umani, flagello della corruzione", incessante di "approfondire all'interno delle famiglie e di pubblicare i segreti e le debolezze per divertire la corte e la città" e "la cui falsità del cuore e l'oscurità d'idee sono le prove più riferite ad una deformità morale assoluta, nonché un'organizzazione infida".
Dopo aver partecipato all'Assemblea dei notabili e temuto per la prima volta dalla Rivoluzione francese, si dimise nel 1790 e si ritirò in Svizzera, dove beneficò della generosità di amici ed ex membri del governo. Per contrastare gli effetti di opuscoli e raccolte che denunciavano il suo "dispotismo", così come espose il nuovo capo della polizia di Parigi Pierre Louis Manuel, Lenoir iniziò a scrivere le sue memorie per giustificare la sua amministrazione, riaffermare i suoi principi e mostrare all'umanità di ciò che fece per il bene pubblico, completamente contro il Vecchio regime; Lenoir afferma, inoltre, di essere  un uomo dell'Illuminismo, pragmatico, intento a riformare lo stato soft, proprio come dimostra l'opera di Vincent Milliot. Il suo manoscritto e le note dei suoi segretari sono conservati ancora oggi presso una biblioteca della città di Orléans e trovati in forma digitale.
Il progresso degli eserciti francesi fece guadagnare Vienna, dove Lenoir fu ben accolto. L'Imperatore di Russia Paolo I, gli offrì un posto di lavoro presso il Tribunale, ma Lenoir decise di ritornare a Parigi nel 1802. Lenoir non si occupò più di fatti politici e gli fu offerta una piccola casa di campagna. Morì a Parigi, cinque anni dopo il suo ritorno, all'età di 75 anni.

## Vita privata
Jean-Charles-Pierre Lenoir si sposò con Mademoiselle de Montmorency-Laval, la quale divenuta vedova si risposò con Mr. Plaisance.